# Air Europa Express (2015)
Aeronova S.L.U., que desde 2015 opera como Air Europa Express, es una aerolínea española que opera vuelos regionales, subsidiaria del holding Air Europa Holding S.L. Globalia Corporación Empresarial (matriz también de Air Europa). La aerolínea está configurada para operar las rutas de corto recorrido menos densificadas de Air Europa.

## Historia
La aerolínea fue fundada en Valencia en 1996 como Aeronova y operó vuelos regulares y chárter de otras compañías. La compañía, estaba estructurada en tres divisiones: transporte de pasajeros, carga aérea y transporte sanitario aéreo. Además disponía de dos unidades de negocio de soporte a las operaciones de vuelo: una escuela de instrucción de pilotos (ATO), con habilitaciones tipo para el SA-227 Fairchild Metro y para el ATR 42  y un centro de mantenimiento de aeronaves (Parte 145), para ambos modelos.
En diciembre de 2015, Globalia compra la empresa de transporte aéreo Aeronova. Pretendía con ello impulsar la creación de una filial de bajo coste de Air Europa, que se denominaría Air Europa Express.
La nueva Air Europa Express es el tercer intento del grupo Globalia para la creación de una filial regional. La primera fue la fundada en 1996 Air Europa Express, una línea aérea del mismo nombre que desapareció en 2001. Más tarde, crearon una segunda línea aérea conocida como Universal Airlines que no llegó a operar.
La aerolínea inició sus operaciones como Air Europa Express el 11 de enero de 2016 con dos vuelos diarios entre Valencia y Madrid y un vuelo diario entre Valencia y Palma de Mallorca. Desde entonces, Globalia ha ido traspasando varias rutas regionales y de corto recorrido de una compañía a otra con el objetivo de ser más competitiva y reducir costes.
El 30 de octubre de 2017, Air Europa Express inició operaciones en el mercado de vuelos interislas de Canarias con una base establecido en el Aeropuerto de Gran Canaria, con operaciones diarias a Tenerife (Aeropuerto de Tenerife Norte), Fuerteventura y Lanzarote. Sin embargo, la operativa en Canarias finalizó a finales de 2019.
Air Europa Express operó desde 2016 con aviones Embraer E195-LR y ATR 72. Sin embargo se han sustituido progresivamente ambas flotas por aeronaves Boeing 737-800. Los Embraer E195 completaron su retirada el 27 de enero de 2023 y el día 14 de julio de 2023 se realizó el último vuelo de la flota ATR.

## Flota

### Flota actual

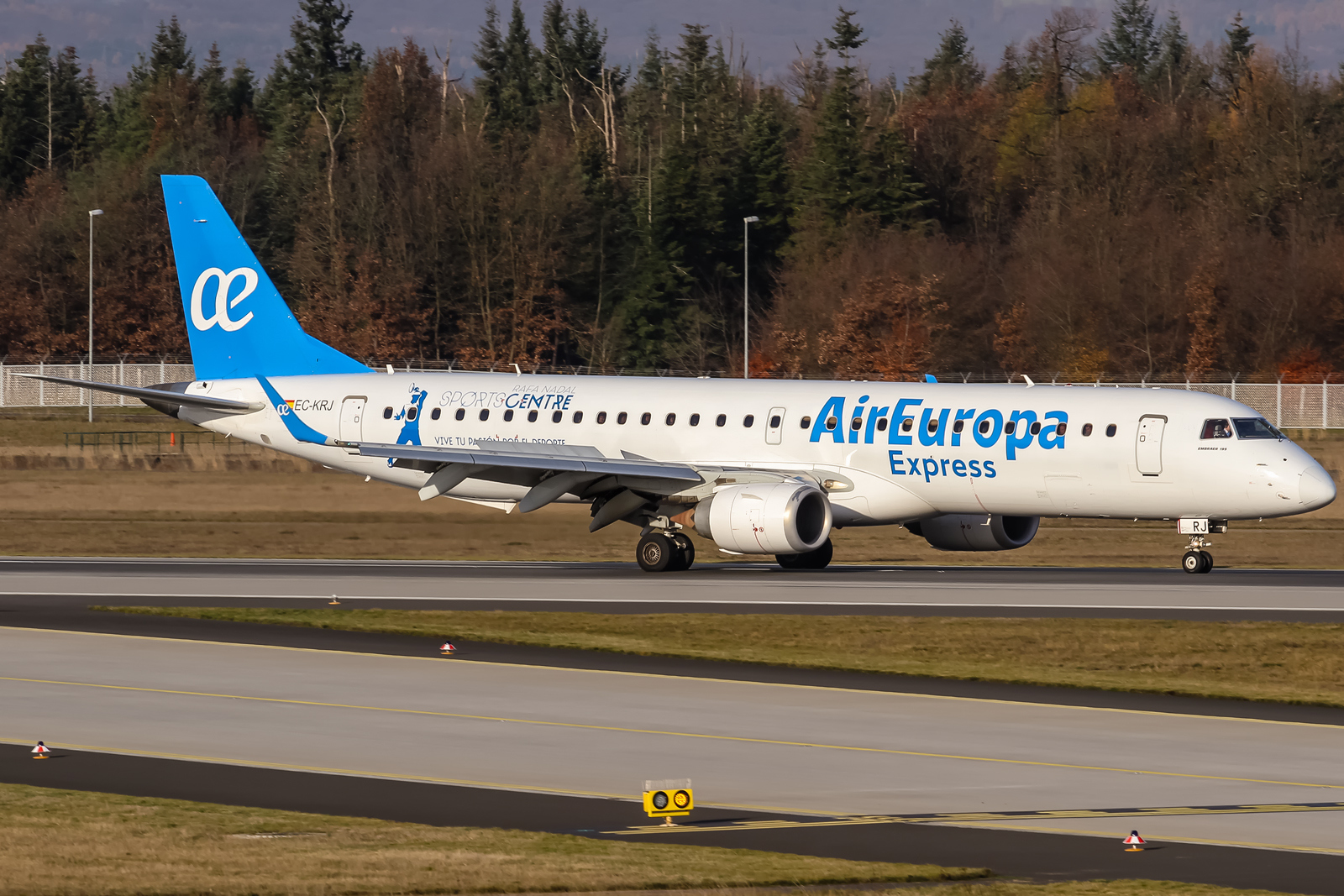
Embraer E195 de Air Europa Express en el Aeropuerto de Fráncfort del Meno

La flota de Air Europa Express consta de las siguientes aeronaves:
| Aeronaves      | En servicio | Pedidos | Pasajeros                                          | Pasajeros                                          | Pasajeros                                          | Matrículas                                         | Antigüedad                                         |
| Aeronaves      | En servicio | Pedidos | C                                                  | Y                                                  | Total                                              | Matrículas                                         | Antigüedad                                         |
| -------------- | ----------- | ------- | -------------------------------------------------- | -------------------------------------------------- | -------------------------------------------------- | -------------------------------------------------- | -------------------------------------------------- |
| Boeing 737-800 | 9           | —       | —                                                  | 189                                                | 189                                                | EC-OBJ                                             | 14,4 años                                          |
| Boeing 737-800 | 9           | —       | —                                                  | 189                                                | 189                                                | EC-OBK                                             | 13,9 años                                          |
| Boeing 737-800 | 9           | —       | —                                                  | 186                                                | 186                                                | EC-OBP                                             | 13,6 años                                          |
| Boeing 737-800 | 9           | —       | —                                                  | 189                                                | 189                                                | EC-NZR                                             | 12,2 años                                          |
| Boeing 737-800 | 9           | —       | —                                                  | 189                                                | 189                                                | EC-NZN                                             | 11,6 años                                          |
| Boeing 737-800 | 9           | —       | —                                                  | 186                                                | 186                                                | EC-NUZ                                             | 9,4 años                                           |
| Boeing 737-800 | 9           | —       | —                                                  | 186                                                | 186                                                | EC-MPG                                             | 7,5 años                                           |
| Boeing 737-800 | 9           | —       | —                                                  | 186                                                | 186                                                | EC-MQP                                             | 7,3 años                                           |
| Boeing 737-800 | 9           | —       | —                                                  | 186                                                | 186                                                | EC-MVY                                             | 7,1 años                                           |
| Total          | 9           | —       | Edad media de la flota (Julio de 2025): 11,3 años. | Edad media de la flota (Julio de 2025): 11,3 años. | Edad media de la flota (Julio de 2025): 11,3 años. | Edad media de la flota (Julio de 2025): 11,3 años. | Edad media de la flota (Julio de 2025): 11,3 años. |

### Flota histórica
| Aeronave        | Total | Introducido | Retirado | Matrículas                                                                              |
| --------------- | ----- | ----------- | -------- | --------------------------------------------------------------------------------------- |
| ATR 42          | 2     | 2016        | 2016     | EC-IDG, OY-CHT y EC-LYZ                                                                 |
| ATR 72          | 6     | 2016        | 2023     | EC-MMZ, EC-MSM, EC-MSN, EC-MHJ, EC-MUJ                                                  |
| Embraer E195-LR | 11    | 2016        | 2023     | EC-KRJ, EC-KXD, EC-KYO, EC-KYP, EC-LQC, EC-LEK, EC-LFZ, EC-LIN, EC-LKM, EC-LKX y EC-LLR |